# Ahearne Cup
Ahearne Cup var en ishockeyturnering som spelades i Stockholm i Sverige åren 1952-1977, med finaler på Johanneshovs isstadion. Segrarna tilldelades ett vandringspris. Turneringen, som var internationell och öppen för både klubblag och landslag, namngavs efter Bunny Ahearne, och var en så kallad helgcup, som vanligtvis spelades runt jul-nyår.

## Vinnare
| - 1952: Edmonton Mercurys - 1953: Harringay Racers - 1954: Harringay Racers - 1955: Nottingham Panthers - 1956: Sovjet - 1957: inställt - 1958: Harringay Racers - 1959: Wembley Lions - 1960: Djurgårdens IF | - 1961: Krylja Sovetov - 1962: Port Arthur Bear Cats - 1963: Djurgårdens IF - 1964: Sovjet - 1965: Brynäs IF - 1966: Sherbrooke Castors - 1967: Leksands IF - 1968: Krylja Sovetov - 1969: Djurgårdens IF | - 1970: IFK Helsingfors - 1971: Spartak Moskva - 1972: Spartak Moskva - 1973: Spartak Moskva - 1974: Djurgårdens IF - 1975: Dynamo Moskva - 1976: Dynamo Moskva - 1977: AIK |